# Карл Сандблом
Карл Сандблом (швед. Carl Sandblom, 21 серпня 1908 — 1 червня 1984) — шведський яхтсмен.
Бронзовий призер Олімпійських Ігор 1928 року в класі 8 метрів.